# Melbourne Victory Football Club 2011-2012
Questa voce racchiude i dati del Melbourne Victory Football Club per la stagione 2011-2012

## Rosa
| N. |                          | Ruolo | Calciatore            |
| -- | ------------------------ | ----- | --------------------- |
| 1  | Australia (bandiera)     | P     | Tando Velaphi         |
| 2  | Australia (bandiera)     | D     | Matthew Foschini      |
| 3  | Brasile (bandiera)       | D     | Fabio                 |
| 4  | Australia (bandiera)     | D     | Petar Franjic         |
| 6  | Australia (bandiera)     | C     | Leigh Broxham         |
| 7  | Australia (bandiera)     | D     | Matthew Kemp          |
| 8  | Scozia (bandiera)        | C     | Grant Brebner         |
| 9  | Costa Rica (bandiera)    | A     | Jean Carlos Solórzano |
| 10 | Australia (bandiera)     | A     | Archie Thompson       |
| 11 | Nuova Zelanda (bandiera) | C     | Marco Rojas           |
| 12 | Australia (bandiera)     | D     | Rodrigo Vargas        |
| 13 | Australia (bandiera)     | C     | Diogo Ferreira        |

| N. |                       | Ruolo | Calciatore                |
| -- | --------------------- | ----- | ------------------------- |
| 14 | Australia (bandiera)  | C     | Billy Celeski             |
| 15 | Australia (bandiera)  | C     | Tom Pondeljak             |
| 16 | Costa Rica (bandiera) | C     | Carlos Hernández Valverde |
| 17 | Australia (bandiera)  | C     | James Jeggo               |
| 18 | Australia (bandiera)  | A     | Danny Allsopp             |
| 19 | Australia (bandiera)  | C     | Isaka Cernak              |
| 20 | Australia (bandiera)  | P     | Lawrence Thomas           |
| 21 | Australia (bandiera)  | P     | Ante Čović                |
| 22 | Australia (bandiera)  | A     | Harry Kewell              |
| 23 | Australia (bandiera)  | D     | Adrian Leijer             |
| 25 | Australia (bandiera)  | A     | Luke O'Dea                |
| 26 | Australia (bandiera)  | D     | Nicholas Ansell           |